# 서양산수유

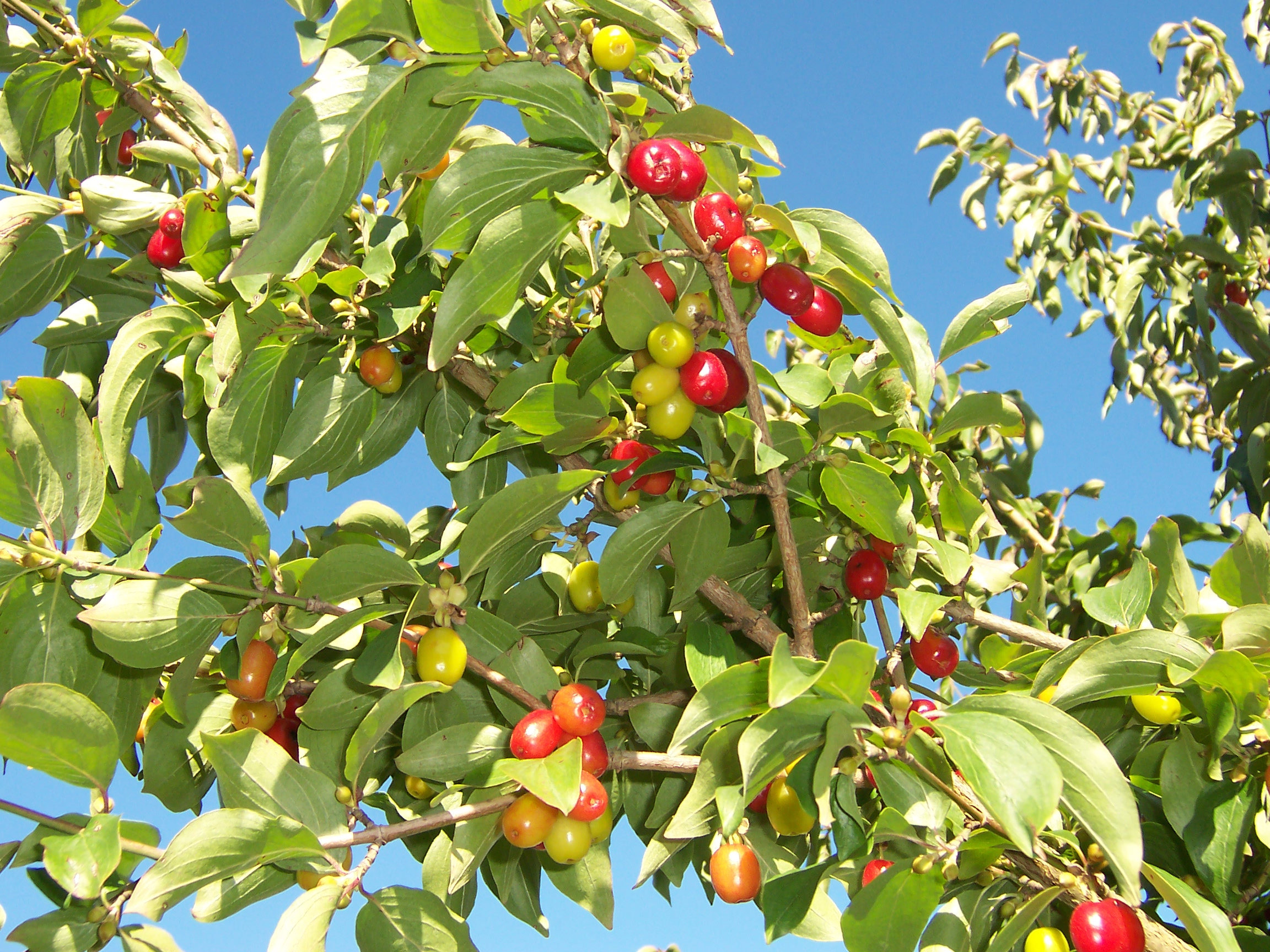

서양산수유 또는 유럽산수유(Cornus mas, Cornelian cherry, European cornel, Cornelian cherry dogwood)는 층층나무속 층층나무과의 속씨식물 종으로, 유럽 남부와 아시아 남서부에서 자생한다.
5~12미터까지 자라는 낙엽성 나무이며 가지는 어두운 갈색이고 잔가지는 녹색을 띈다. 잎은 4~10센티미터 길이, 2~4센티미터 너비를 보인다. 꽃은 지름이 5~10밀리미터 정도로 작은 편이며 4개의 꽃잎이 있고 늦겨울(영국에서는 2~3월)에 10~25개가 한꺼번에 만들어진다.

## 재배품종
- ’Aurea’[2] (노란 잎과 꽃, 빨간 과실)
- 'Golden Glory'[3] (다량의 노란 꽃, 빛나는 빨간 베리)
- ’Variegata’[4] (얼룩덜룩한 잎, 화려한 빨간 과실)